# Mixquitepec
Mixquitepec är en ort i Mexiko.   Den ligger i kommunen Guadalupe och delstaten Puebla, i den sydöstra delen av landet, 180 km sydost om huvudstaden Mexico City. Mixquitepec ligger 1 087 meter över havet och antalet invånare är 938.
Terrängen runt Mixquitepec är kuperad åt sydväst, men åt nordost är den platt. Mixquitepec ligger nere i en dal. Runt Mixquitepec är det ganska tätbefolkat, med 58 invånare per kvadratkilometer. Närmaste större samhälle är Acatlán de Osorio, 16,8 km nordost om Mixquitepec. I omgivningarna runt Mixquitepec växer huvudsakligen savannskog.